# James Blunt
James Hillier Blount (n. 22 februarie 1974, Tidworth, Anglia, Regatul Unit) cunoscut sub numele de scenă James Blunt, este un cântăreț și compozitor englez.

## Primii ani
James Blunt s-a născut în localitatea Tidworth, comitatul Wiltshire, Anglia pe data de 22 februarie 1974, primul copil al soților Jane A.F. (născută Amos) și Charles Blount. După ce a studiat la liceul Harrow din nord-vestul Londrei, a urmat cursurile de inginerie aerospațială și sociologie la Universitatea din Bristol. Mai târziu, în anul 1998, a urmat cursurile de pregătire militară la Academia Militară Sandhurst.

## Cariera militară
Blunt a fost ofițer în cadrul regimentului de cavalerie Life Guard al Armatei Britanice, ajungând până la gradul de căpitan. În 1999 a participat din partea OTAN ca ofițer înarmat de recunoaștere în timpul Războiului din Kosovo. În timpul conflagrației, Blunt a lucrat pentru Médecins Sans Frontières (MSF sau „Medici Fără Frontiere”). De atunci, Blunt a devenit un susținător activ al MSF prin organizarea de licitații la multe din concertele sale. De asemenea, Blunt a filmat și documentarul Return to Kosovo, în care a vizitat oamenii și locurile pe care le-a întâlnit de-a lungul misiunii sale în regiune. Blunt este, totodată, patronul organizației caritabile Help for Heroes, întemeiată cu scopul de a strânge fonduri pentru oferirea unor condiții mai bune soldaților britanici răniți.

## Cariera muzicală

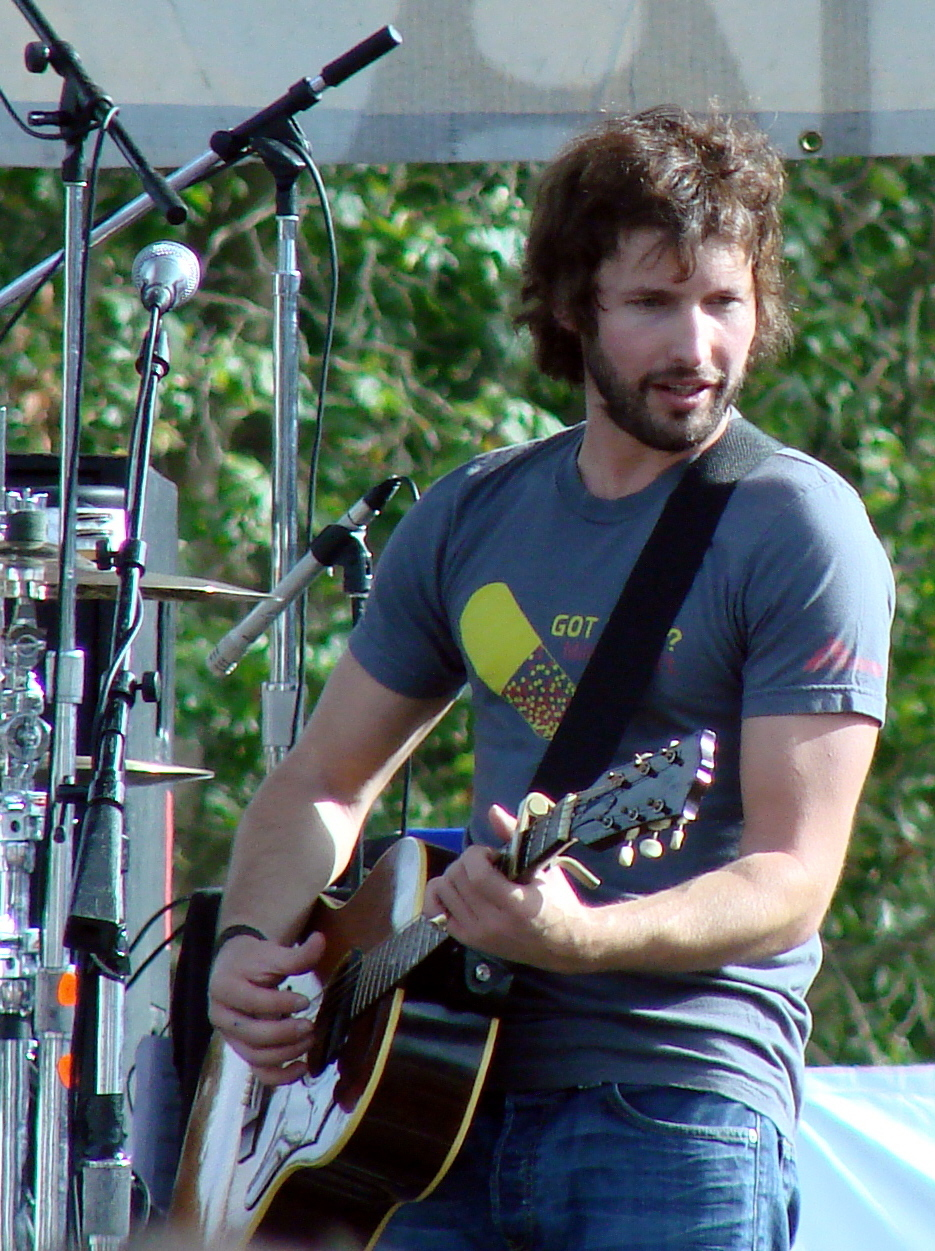
James Blunt în timpul concertului din Golden Gate Park, San Francisco, Statele Unite ale Americii

Blunt și-a făcut apariția în anul 2004 prin lansarea primului său album, Back to Bedlam. Albumul s-a vândut în peste 11 milioane de exemplare în toată lumea, ajungând pe primul loc în UK Albums Chart și pe al doilea loc în Statele Unite. Ce-al doilea album, All the Lost Souls, realizat în 2007, a dominat clasamentele din peste 20 de țări. Cel de-al treilea album, Some Kind of Trouble, a fost lansat în 2010, pentru ca un an mai târziu să fie lansată o ediție de lux, intitulată Some Kind of Trouble: Revisited. În 2013, Blunt și-a lansat cel de-al patrulea album, Moon Landing, care a atins ce-a de-a patra poziție în UK Singles Chart.
Blunt a vândut peste 20 de milioane de albume în întreaga lume, albumul său de debut, Back to Bedlam, înregistrând cele mai mari vânzări dintre toate albumele anilor 2000 în Regatul Unit al Marii Britanii și a Irlandei de Nord. James Blunt a obținut mai multe premii și nominalizări, câștigând două premii BRIT, două premii MTV Video Music, două premii Ivor Novello, precum și cinci nominalizări la premiile Grammy.

## Viața privată
James Blunt locuiește în Ibiza, unde și-a petrecut vacanțele când era adolescent. De asemenea, Blunt deține un castel în Verbier, Elveția. Pe 6 septembrie 2014, Blunt s-a căsătorit cu Alexandrina Sofia Wellesley, care este nepoata celui de-al 8-lea Duce de Wellington. În iunie 2016, James Blunt a devenit tată. 

## Formația James Blunt
Următorii artiști muzicali l-au însoțit pe James Blunt în turneul Moon Landing Tour din anul 2014:
- Paul Beard (pian, voce): 2004–2014[22]
- Ben Castle (chitară, voce): 2005–prezent
- John Garrison (chitară bas, voce): 2007–prezent
- Simon Lea (tobe): 2014–prezent
- Christopher Pemberton (pian, voce): 2014–prezent

### Alți membri
- Paul Freeman (chitară, voce): 2004–2005
- Daisy Blount (voce): 2004
- Karl Brazil (tobe, voce): 2004–2014
- Malcolm Moore (chitară bas, voce): 2004–2007, 2010–2014

## Discografie

### Albume
- 2004: Back to Bedlam
- 2007: All the Lost Souls
- 2010: Some Kind of Trouble
- 2013: Moon Landing
- 2017: The Afterlove

### Albume EP
- Live from London EP
- Up Close
- Live in Berlin
- Monkey on My Shoulder EP
- Introducing... James Blunt
- iTunes Live 2008: London Festival '08
- 12 Days of Christmas EP

### Live
- 2006: Chasing Time: The Bedlam Sessions
- 2008: Les Sessions Lost Souls
- 2011: Some Kind of Trouble: Revisited

### Single
- 2004: High
- 2005: Wisemen
- 2005: You're Beautiful
- 2005: Goodbye My Lover
- 2006: No Bravery
- 2007: 1973
- 2007: Same Mistake
- 2008: Carry You Home
- 2008: I Really Want You
- 2008: Love, Love, Love
- 2010: Stay The Night
- 2011: So Far Gone
- 2011: If Time Is All I Have
- 2011: Dangerous
- 2011: I'll Be Your Man
- 2013: Bonfire Heart
- 2013: Heart to Heart
- 2014: Postcards
- 2014: When I Find Love Again

### Colaborări
- 2008: Je Réalise (featuring Sinik)
- 2009: Primavera in anticipo (It Is My Song) (featuring Laura Pausini)

### Turnee
- Back to Bedlam Tour (2005–2006)
- All the Lost Souls Tour (2007–2009)
- Some Kind of Trouble Tour (2010–2011)
- Moon Landing Tour (2013–prezent)

## Premii și nominalizări

### Premiile Grammy

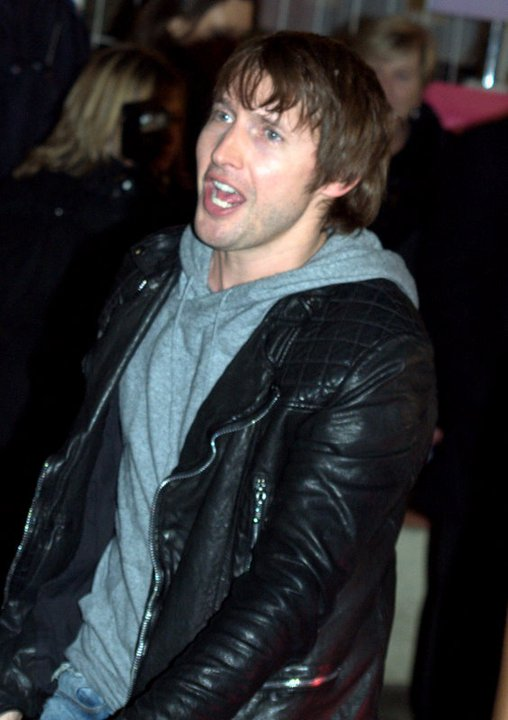
James Blunt la Cannes în 2011

| An   | Beneficiar         | Premiu                                         | Rezultat     |
| ---- | ------------------ | ---------------------------------------------- | ------------ |
| 2007 | James Blunt        | Cel mai bun artist debutant                    | Nominalizare |
| 2007 | „You're Beautiful” | Materialul discografic al anului               | Nominalizare |
| 2007 | „You're Beautiful” | Cântecul anului                                | Nominalizare |
| 2007 | „You're Beautiful” | Cea mai bună interpretare vocală pop masculină | Nominalizare |
| 2007 | Back to Bedlam     | Cel mai bun album vocal pop                    | Nominalizare |

### 2005
- 2005 MTV Europe Music Awards – Best New Act
- Q Awards – Best New Act
- Digital Music Awards – Best Pop Act

### 2006
- NRJ Music Awards (Franța) – Best International Newcomer
- BRIT Awards – Best pop act and Best Male Vocalist
- ECHO Awards (Germania) – Best International Newcomer
- NME Awards – Worst Album[23]
- MTV Australia Video Music Awards – Song of the Year for You're Beautiful
- Ivor Novello Awards – Most Performed Work and International Hit of the Year
- 2006 MTV Video Music Awards – Best Male Video and Best Cinematography
- World Music Awards 2006 – Best New Artist in the World and Biggest Selling British Artist in the World
- Teen Choice Awards (Statele Unite) – Choice Music Male Artist
- Premios 40 Principales - Mejor Artista Revelación Internacional (nominalizat)

### 2007
- IFPI Hong Kong Top Sales Music Awards - Top 10 Best Selling Foreign Albums All the Lost Souls

### 2008
- ECHO Awards (Germania) – Best International Male Artist

### 2010
- Virgin Media Music Awards – The Hottest Male

### 2011
- Elele Magazine Teen Idol of Turkey 2011